# Lee Yuan-tsu
Lee Yuan-tsu (idioma chino: 李元簇; Pinyin: Lĭ Yuáncù; n. 24 de septiembre de 1923 en Pingjiang, Hunan, China-8 de marzo de 2017) fue un político chino perteneciente al Kuomintang y fue Vicepresidente de la República de China entre 1990 y 1996. Obtuvo un Doctorado en Leyes en la Universidad de Bonn.
| Predecesor: Lee Teng-hui | Vicepresidente de la República de China 1988-1996 | Sucesor: Lien Chan |